# 永山竜弥
永山 竜弥（ながやま たつや、1979年11月24日 - ）は、日本の俳優、写真家である。
東京都出身。エビス大黒舎所属。2003年に映画デビューしモデルとしても活動、活動休止を経て写真家として活動しつつ舞台中心に俳優業に復帰、2020年より再び俳優として活動する。弟は俳優の永山瑛太、次弟は俳優の永山絢斗。義妹は歌手の木村カエラ。

## 人物
身長は179cm。体重は71kg。趣味は料理、登山、ジョギング。特技はバスケットボール、野球。

## 出演

### 映画
- FREESTYLE SHORT MOVIES「ナオと僕」（2003年、猪俣ユキ監督）
- 亮太（RYOTA）（2013年、ドニー・オルディアレス監督） - 清水 役
- Hysteric Betty  （2020年、いおり気高い監督） - トミヨシ 役
- 渋谷シャドウ（2020年、谷健二監督） - オカムラ 役
- I'LL BE YOUR MIRROR  (2022年、宮崎大祐監督)
- それぞれの花 (2022年、中前勇児監督) - 丸山役

### テレビドラマ
- 病室で念仏を唱えないでください 第1話（2020年1月17日、TBS） - 土浦まさし 役[3][4][5]
- 東京男子図鑑 第1話・第2話（2020年5月1日・8日、カンテレ）  - 翔太の妄想の男 役

### 舞台
- 不条理劇集II「窓から外を見ている」「すごろく」（2018年、劇団有機座）
- 関係（2018年、劇団有機座）
- 最期の作戦行動（2019年、劇団有機座）

### ミュージックビデオ
- あらかじめ決められた恋人たちへ「翌日」（2012年、柴田剛監督）
- キズ「0」（2018年、近藤廣行監督）

### CM
- エバラ食品工業 なべしゃぶ 「なべしゃぶねぎだけで」篇、「なべしゃぶキャベツ」篇、「なべしゃぶなべ全体が」篇（2019年）[6]

- 大幸薬品「クレベアンド」パパ役(2019年)
- 日本郵政「日本中のラブレター」(2019年)
- Pairs「じぶんらしくふたりで歩もう、大人たちのペアーズ」(2021年)
- 日立「吸引力だけじゃない」篇、「オーブンレンジ」篇 (2022年)

## 作品

### 書籍
- ヴァイナル文學選書「新宿歌舞伎町篇」（2018年10月、東京キララ社） - 写真[1]